# Onega (ciudad)
Onega (en ruso: Оне́га) es una ciudad de Rusia perteneciente al óblast de Arcángel y centro administrativo del raión de Onezhsky. Situada en la desembocadura del río Onega, en la orilla derecha, a algunos kilómetros de la bahía de Onega, sobre el mar Blanco.

## Historia
El pueblo Pomor de Ust-Onega (Усть-Оне́га) se mencionó por primera vez en 1137, en documentos a Novgorod. 
Aparece también en un mapa de los alrededores de esta ciudad, fechado en el siglo XIII. El pueblo recibió el estatuto de ciudad el 19 de agosto de 1780, después de que Piotr Shuvalov vendiese su derecho sobre la explotación de madera a industriales ingleses, que construyeron varias serrerías en las proximidades.
En la actualidad, Onega es un puerto menor del mar Blanco, que se congela regularmente en invierno. La ciudad está comunicada también por la línea de ferrocarril Múrmansk—Arcángel.

## Demografía
| Gráfica de evolución de Onega entre 1781 y 2020 |
|                                                 |

## Clima
| Parámetros climáticos promedio de Onega (1991-2020) | Parámetros climáticos promedio de Onega (1991-2020) | Parámetros climáticos promedio de Onega (1991-2020) | Parámetros climáticos promedio de Onega (1991-2020) | Parámetros climáticos promedio de Onega (1991-2020) | Parámetros climáticos promedio de Onega (1991-2020) | Parámetros climáticos promedio de Onega (1991-2020) | Parámetros climáticos promedio de Onega (1991-2020) | Parámetros climáticos promedio de Onega (1991-2020) | Parámetros climáticos promedio de Onega (1991-2020) | Parámetros climáticos promedio de Onega (1991-2020) | Parámetros climáticos promedio de Onega (1991-2020) | Parámetros climáticos promedio de Onega (1991-2020) | Parámetros climáticos promedio de Onega (1991-2020) |
| Mes                                                 | Ene.                                                | Feb.                                                | Mar.                                                | Abr.                                                | May.                                                | Jun.                                                | Jul.                                                | Ago.                                                | Sep.                                                | Oct.                                                | Nov.                                                | Dic.                                                | Anual                                               |
| --------------------------------------------------- | --------------------------------------------------- | --------------------------------------------------- | --------------------------------------------------- | --------------------------------------------------- | --------------------------------------------------- | --------------------------------------------------- | --------------------------------------------------- | --------------------------------------------------- | --------------------------------------------------- | --------------------------------------------------- | --------------------------------------------------- | --------------------------------------------------- | --------------------------------------------------- |
| Temp. máx. abs. (°C)                                | 6.1                                                 | 5.3                                                 | 13.4                                                | 25.9                                                | 32.5                                                | 33.2                                                | 35.8                                                | 34.4                                                | 27.4                                                | 19.8                                                | 11.1                                                | 7.7                                                 | 35.8                                                |
| Temp. máx. media (°C)                               | -7.2                                                | -6.3                                                | -0.8                                                | 6.0                                                 | 13.4                                                | 18.9                                                | 22.2                                                | 19.2                                                | 13.4                                                | 5.6                                                 | -0.9                                                | -4.4                                                | 6.6                                                 |
| Temp. media (°C)                                    | -10.2                                               | -9.6                                                | -4.8                                                | 1.4                                                 | 8.0                                                 | 13.7                                                | 17.1                                                | 14.4                                                | 9.5                                                 | 3.2                                                 | -3.1                                                | -6.9                                                | 2.7                                                 |
| Temp. mín. media (°C)                               | -13.4                                               | -13.0                                               | -8.6                                                | -2.5                                                | 3.6                                                 | 9.0                                                 | 12.5                                                | 10.4                                                | 6.4                                                 | 1.1                                                 | -5.3                                                | -9.8                                                | -0.8                                                |
| Temp. mín. abs. (°C)                                | -42.1                                               | -42.5                                               | -38.5                                               | -26.0                                               | -14.6                                               | -3.4                                                | -0.4                                                | -3.0                                                | -4.9                                                | -19.3                                               | -32.2                                               | -41.2                                               | -42.5                                               |
| Precipitación total (mm)                            | 44                                                  | 32                                                  | 30                                                  | 28                                                  | 45                                                  | 63                                                  | 74                                                  | 77                                                  | 68                                                  | 69                                                  | 55                                                  | 51                                                  | 636                                                 |
| Nevadas (cm)                                        | 36                                                  | 48                                                  | 50                                                  | 17                                                  | 0                                                   | 0                                                   | 0                                                   | 0                                                   | 0                                                   | 1                                                   | 9                                                   | 21                                                  | 182                                                 |
| Días de lluvias (≥ 1 mm)                            | 3                                                   | 2                                                   | 5                                                   | 10                                                  | 17                                                  | 17                                                  | 17                                                  | 18                                                  | 22                                                  | 19                                                  | 9                                                   | 5                                                   | 144                                                 |
| Días de nevadas (≥ 1 mm)                            | 26                                                  | 25                                                  | 21                                                  | 16                                                  | 6                                                   | 1                                                   | 0                                                   | 0.03                                                | 1                                                   | 11                                                  | 23                                                  | 27                                                  | 157                                                 |
| Horas de sol                                        | 21                                                  | 57                                                  | 118                                                 | 188                                                 | 275                                                 | 304                                                 | 308                                                 | 215                                                 | 124                                                 | 58                                                  | 19                                                  | 8                                                   | 1695                                                |
| Humedad relativa (%)                                | 84                                                  | 83                                                  | 79                                                  | 72                                                  | 69                                                  | 68                                                  | 72                                                  | 78                                                  | 83                                                  | 87                                                  | 88                                                  | 86                                                  | 79.1                                                |
| Fuente n.º 1: Погода и климат                       |                                                     |                                                     |                                                     |                                                     |                                                     |                                                     |                                                     |                                                     |                                                     |                                                     |                                                     |                                                     |                                                     |
| Fuente n.º 2: NOAA (Horas de sol, 1961-1990)        |                                                     |                                                     |                                                     |                                                     |                                                     |                                                     |                                                     |                                                     |                                                     |                                                     |                                                     |                                                     |                                                     |